# Ignacy Danielewski
Ignacy Danielewski (ur. 29 listopada 1829 w Borku Wielkopolskim, zm. 23 grudnia 1907 w Toruniu) – polski pisarz ludowy, wydawca i drukarz, z zawodu nauczyciel.
Urodzony w Borku. Seminarium nauczycielskie ukończył w Paradyżu, a pracę pedagoga rozpoczął w Trzemesznie i Bydgoszczy. W 1855 wydał w Bydgoszczy debiutancki zbiór wierszy. Od 1855, w którym porzucił posadę nauczyciela, działał na terenie ówczesnych Prus Zachodnich w Chełmnie jako publicysta Przyjaciela Ludu, a następnie właściciel i redaktor czasopisma "Nadwiślanin" i dodatków do niego ("Stańczyk" w 1857 i "Sześciotygodniowy dodatek do Nadwiślanina" w 1859). Współpracował z wychodzącą w Toruniu "Gazetą Toruńską". Członek Izby Deputowanych pruskiego Landtagu w Berlinie w latach 1863-1866.
Ożenił się z córką Szczepana Gółkowskiego i w 1862 przejął jego wydawnictwo. W dziesięć lat później przeniósł się do Torunia, gdzie nadal prowadził ożywioną działalność edytorską. Z jego oficyny wychodziły kalendarze, broszury o treściach patriotycznych i książki przeznaczone dla ludowego odbiorcy.
Danielewski pisywał pod własnym nazwiskiem lub pod pseudonimem "Majster od Przyjaciela Ludu".